# Pu Ping
Pu Ping (Bu Bing) (más néven: Vaj Ping (Wai Bing) 外丙) Kína első történeti dinasztiájának, a Sang (Shang)-háznak a 4. uralkodója.

## Élete, uralkodása
Pu Ping (Bu Bing) személyével kapcsolatban ellentmondásosak a források. A történetíró feljegyzései szerint a Sang (Shang)-házbeli Tang király fiatalabbik fia volt, aki bátyja, Ta Ting (Da Ding) korai halála miatt, második uralkodóként lépett a Sang (Shang)-ház trónjára egy ji-haj (yi-hai) (乙亥) ciklusjelű évben. Mindössze két évig uralkodott, halála után pedig a Vaj Ping (Wai Bing) (外丙) halotti nevet kapta, a trónon pedig öccse, Csung Zsen (Zhong Ren) követte.
A jóslócsont-feliratok tanúsága szerint azonban a Sang (Shang)-ház negyedik uralkodója volt, aki Ta Ting (Da Ding) második fiaként lépett a trónra. S csak a halála után kapta a Pu Ping nevet, s Ta Keng (Da Geng) követte a trónon.